# Ботаника
Ботаника је грана биологије која се бави научним проучавањем биљака. Име потиче од грчке речи , који се односи на биљке ( – „трава, биљка“). У новије време често се означава и терминима „наука о биљкама“ и „биологија биљака“. Обухвата више дисциплина које проучавају изглед, грађу, раст, развиће, репродукцију, метаболизам, физиологију, обољења, екологију, сродност и еволуциону историју биљака. Традиционално, ботаничари су истраживали све организме који нису били означени као животиње (на пример, сви они који воде сесилан начин живота, врше фотосинтезу). Напредак у познавању ових „специјалних“ организама, нарочито микроорганизама, довео је до одвајања засебних грана од ботанике – у првом реду микробиологије и микологије. Још увек је, међутим, широко распрострањена пракса описивања ових не-биљних организама у уводним курсевима ботанике. У данашње време, ботаничари изучавају приближно 410.000 врста копнених биљки међу којима је око 391.000 врста су васкуларне биљке (укључујући 369.000 врста цветајућих биљки), и 20.000 су маховине.
Ботаника је настала у праисторији као траварство путем напора раних људи да идентификују – и касније култивирају – јестиве, медицинске и отровне биљке, те је стога једна од најстаријих грана науке. Средњовековни физички вртови, често везани за манастире, садржали су биљке од медицинског значаја. Они су били претече првих ботаничких башта везаних за универзитете, које су осниване од 1540-тих на овамо. Једна од најранијих је била ботаничка башта у Падови. Те баште су омогућавале академско проучавање биљака. Напори уложени на каталогирање и описивање њихових колекција су били почеци биљне таксономије, и довели су 1753. године до развоја биномијалног система Карла Линеа који је у употреби и дан данас.
У 19. и 20. веку, су развијене нове технике за проучавање биљака, укључујући методе оптичке микроскопије и сликања живих ћелија, електронске микроскопије, анализе броја хромозома, биљне хемије и структуре и функције ензима и других протеина. У задњих неколико деценија 20. века, ботаничари су да би класификовали прецизније биљке истражили технике молекуларне генетичке анализе, укључујући геномику и протеомику и ДНК секвенцирање.
Модерна ботаника је широк, мултидисциплинарни предмет са инпутима из знатног броја области науке и технологије. Истраживачке теме обухватају студије биљне структуре, раста и диференцијације, репродукције, биохемије и примарног метаболизма, хемијских продуката, развића, болести, еволуционих односа, систематике, и биљне таксономије. Доминантне теме науке о биљкама у 21. веку су молекуларна генетика и епигенетика, које су баве механизмима и контролом експресије гена током диференцијације биљних ћелија и ткива. Ботаничка истраживања имају разноврсне примене у производњи основне хране, материјала као што су дрво, уље, гума, влакна и лекови, у модерној хортикултури, пољопривреди и шумарству, биљном размножавању, оплемењивању и генетичком модификовању, у синтези хемикалија и сировина за грађевинарство и производњу енергије, у управљању ресурсима животне средине, и одржавању биолошке разноврсности.

## Историја ботанике
Међу првим ботаничким радовима, написаним око 300. п. н. е., су и два велика Теофрастова дела - Историја биљака и Узроци биљака (тј. Природа биљака) - у којима је описао много врста као и њихову примену. Римски лекар Диоскоридес је допунио Теофрастове спискове биљака и више пажње посветио употреби лековитих биљака. Ове књиге су током античких времена биле најважнији допринос ботаници, и на њих су се ослањали истраживачи и лекари и током Средњег века. Са „открићем“ Новог Света, почиње и даљи развој ботанике, јер су Европљани дошли у контакт са потпуно непознатим врстама. Кључне тачке у развоју ботаничке мисли су и Линеов систем биномијалне номенклатуре и покушај класификације биљака на основу грађе цветова, откриће ћелије, Дарвиново успостављање теорије еволуције, откриће биљних хормона, развиће генетике и молекуларне биологије крајем 20. века. Паралелно са обогаћивањем ботаничког знања, дошло је и до значајног унапређења методологије истраживања, захваљујући развоју технике и технологије.

## Опсег и важност
Изучавање биљки је важно зато што су оне у основи скоро целокупног животињског живота на Земљи. Оне стварају велике количине кисеоника и хране којима се људи и други организми са аеробном респирацијом снабдевају хемијском енергијом која им је неопходна за одржање живота. Биљке, алге и цијанобактерије су главне групе организама који врше фотосинтезу, процес који користи енергију сунчеве светлости за конвертовање воде и угљен-диоксида у шећере који се могу користити били као извори хемијске енергије или као органски молекули који се користе као структурне компоненте ћелија. Као нуспродукт фотосинтезе, биљке отпуштају кисеоник у атмосферу, гас који је неопходан скоро свим живим бићима за обављање ћелијске респирације. Осим тога, биљке утичу на глобалне циклусе угљеника и воде, и биљни корени везују и стабилизују земљиште, спречавајући ерозију земљишта. Биљке су од кључног значаја за будућност људског друштва пошто оне производе храну, кисеоник, лекове, и низ других материјала.
Историјски, сви живи организми су класификовани као било животиње или биљке и ботаника је покривала студирање свих организама који нису сматрани животињама. Ботаничари изучавају интерне функције и процесе унутар биљних органела, ћелија, ткива, целокупних биљака, биљних популација и биљних заједница. На сваком од тих нивоа, ботаничар се може бавити класификацијом (таксономијом), филогенијом и еволуцијом, структуром (анатомијом и морфологијом), или функцијом (физиологијом) биљног живота.
Најстрожа дефиниција „биљака“ обухвата само „копнене биљке“ или ембриофите, које обухватају семено растиње (голосемењаче, укључујући четинаре, и скривеносеменице) и слободно спорне криптогаме у које се убрајају папрати, Lycopodiopsida, јетренке, роговници и маховине. Ембриофите су вишећелијске еукариоте које су потомци претка који је добијао своју енергију из сунчеве светлости путем фотосинтезе. Оне имају животне циклусе са наизменичним хаплоидним и диплоидним фазама. У сексуалној хаплоидној фази ембриофита, познатој као гаметофит, негује се развијајући ембрион спорофит са сопственим ткивима за бар половину његовог живота, чак и код семењача, где се гаметофит узгаја његов родитељ спорофит. У друге групе организама које су раније изучавали ботаничари се убрајају бактерије (које су сад у оквиру бактериологије), гљиве (микологија) – укључујући гљиве које формирају лишајеве (лихенологија), нехлорофитне алге (фикологија), и вирусе (вирологија). Многи ботаничари се још увек баве тим групама организама, и гљиве (укључујући лишаје) и фотосинтетички протисти су обично обухваћени у уводним ботаничким курсевима.
Палеоботаничари студирају древне биљке у фосилним записима да би дошли до информација о еволуционој историји биљака. Сматра се да су модрозелене бактерије, први фотосинтетички организми на Земљи који су отпуштали кисеоник, произвели претка биљки уласком у ендосимбиотски однос са раним еукариотама, ултиматно постајући хлоропласти биљних ћелија. Нове фотосинтетичке биљке (заједно са њиховим алгалним сродницима) су убрзали пораст атмосферског садржаја кисеоника започет модрозеленим бактеријама, мењајући древну бескисеоничну, редукујућу атмосферу у ону у којој је слободни кисеоник био изобилан током задњих пар милијарди година.
Међу важним ботаничким питањима 21. века су улога биљки као примарних произвођача у глобалној циркулацији основних животних састојака: енергије, угљеника, кисеоника, азота и воде, и начини на које наше старање о биљкама може да помогне у адресирању глобалних проблема животне средине у погледу управљања ресурсима, конзервације, безбедности људске хране, биолошки инвазивних организама, седиментације угљеника, климатских промена, и одрживости.

### Људска исхрана
Виртуално сва основна храна потиче директно од примарне производње биљкама, или индиректно из животиња које је једу. Биљке и други фотосинтетички организми су база највећег дела ланца исхране пошто оне користе енергију сунца и нутријенте из земљишта и атмосфере, конвертујући их у облик који животиње могу да користе. Еколози то називају првим трофичним нивоом. Модерне форме главних врста основне хране, као што су кукуруз, пиринач, жито и друге житарице, махуне, банане и плантани, као и лан и памук који се гаје због њихових влакана, су исход праисторијске селекције током хиљада година почевши од дивљих предака са најпожељнијим карактеристикама.
Ботаничари студирају како биљке производе храну и како се могу повећати усеви, на пример путем биљног узгоја, што чини њихов рад важним у погледу способности човечанства да прехранити свет и обезбеђивања прехрамбене сигурности за будуће генерације. Ботаничари исто тако изучавају корове, који представљају знатан проблем у пољопривреди, и биологију и контролу биљних патогена у пољопривреди и природним екосистемима. Етноботаника је студија односа између биљки и људи. Кад је примењена на истраживање историјских биљно–животињских односа етноботаника се може звати археоботаника или палеоетноботаника. Неки од најранијих биљно-животињских односа су настали између урођеника Канаде при идентификацији јестивих и нејестивих биљки. Овај однос урођеника са биљкама су описали етноботаничари.

## Биљна биохемија
Биљна биохемија је студија хемијских процеса које користе биљке. Неки од тих процеса се користе у њиховом примарном метаболизму, као што је фотосинтетички Калвинов циклус и красулаценски киселински метаболизам. Други формирају специјализоване материјале као што су целулоза и лигнин који се користе као градивни материјали тела, и секундарне продукте као што су резини и једињења ароме.
Биљке и разне друге групе фотосинтетичких еукариота колективно познате као „алге“ имају јединствене органеле познате као хлоропласти. Сматра се да су хлоропласти проистекли из цијанобактерија које су формирале ендосимбиотске релације са древним прецима биљака и алги. Хлоропласти и цијанобактерије садрже плаво-зелени пигмент хлорофил а. Хлорофил а (као и сродни молекул хлорофил б, који је специфичан за биљке и зелене алге) апсорбује светло у плаво-љубичастим и наранџасто/црвеним деловима спектра, а рефлектује и трансмитује зелено светло, које се може видети као карактеристична боја тих организама. Енергија у црвеном и плавом светлу које ти пигменти апсорбују се користи у хлоропластима за формирање енергетски богатих једињења угљеника из угљен диокдида и воде путем кисеоничне фотосинтезе, процеса којим се ослобађа молекуларни кисеоник (O2) као нуспроизвод.
Светлосна енергија коју заробљава хлорофил а је иницијално у облику електрона (а касније протонског градијента). Они се користе за прављење молекула  и NADPH, у којима се привремено складишти и транспортује енергија. Њихова енергија се користи у реакцијама независним од светлости Калвиновог циклуса посредством ензима рибулоза-бисфосфатна карбоксилаза да би се формирали молекули троугљеничног шећера глицералдехид 3-фосфата (G3P). Глицералдехид 3-фосфат је први продукт фотосинтезе и он је полазна сировина из које се синтетише глукоза и скоро сви други органски молекули биолошког порекла. Део глукозе се конвертује у скроб, који се складишти у хлоропласту. Скроб је карактеристична залиха енергије већине копнених биљки и алги, док се инулин, полимер фруктозе, користи за исту сврху код сунцокретне фамилије Asteraceae. Део глукозе се конвертује у сахарозу (распрострањени стони шећер) за екпорт до остатка биљке.
За разлику од животиња (које немају хлоропласте), биљке и њихови еукариотски сродници су делегирали мноштво биохемијксих улога својим хлоропластима, укључујући синтезу свих масних киселина, и већине аминокиселина. Масне киселине које хлоропласти праве се користе за многе сврхе, као што су градивни материјали ћелијских мембрана и за формирање полимера кутина, који је присутан у биљном кутикуларном слоју који штити копнене биљке од исушивања. 
Биљке синтетишу бројне јединствене полимере попут полисахаридних молекула целулоза, пектин и ксилоглукан од којих су формирани ћелијски зидови копнених биљки.
Васкуларне копнене биљке формирају лигнин, полимер који се користи за ојачавање секундарног ћелијског зида ксилемских трахеида и везикула да би се онемогућило њихово колапсирање кад биљка исисава воду помоћу њих у ситуацијама воденог стреса. Лигнин се исто тако користи у другим ћелијским типовима као што су склереидна влакна која пружају структурну подршку биљци и која су главни конституент дрвета. Спорополенин је хемијски отпоран полимер присутан у спољашњим ћелијским зидовима спора и полена копнених биљки који је одговоран за опстанак раних спора копнених биљки и полена семеница у фосилним записима. Он се генерално сматра прекретницом која је означила почетак еволуције копнених биљки током Ордовицијумског периода. У данашње време је концентрација угљен-диоксида у атмосфери знатно нижа од нивоа присутног у време појаве копнених биљки током периода Ордовицијума и Силура. Многе монокотиледоне биљке, као што су кукуруз и ананас, и неке дикотиледоне биљке као што је Asteraceae, су од тог времена независно еволуирале ћелијске путеве као што су  и 4 фотосинтеза за фотосинтезу при којој не долази до губитака услед фотореспирације, као што је то случај у шире заступљеном путу 3 фотосинтезе. Те биохемијске стратегије су јединствене за копнене биљке.

### Медицина и материјали
Фитохемија је грана биљне биохемије која се првенствено бави хемијским супстанцама које производе биљке током секундарног метаболизма. Нека од тих једињења су токсини, као што је алкалоид кониин из биљке Conium. Друга, као што су есенцијална уља пеперминта и лимуна, корисна су због њихове ароме, као зачини (нпр. капсаицин), и у медицији као лекови као што је опијум из опијумских чаура. Многи лекови и дроге, као што је тетрахидроканабинол (активни састојак канабиса), кофеин, морфин и никотин потичу директно из биљки. Други су једноставни деривати ботаничких природних производа. На пример, лек за умањење бола, аспирин, ацетилни је естар салицилне киселине, а оригинално је изолован из коре врбиног дрвета, и широк опсег опијатних аналгетика попут хероина су формирани хемијском модификацијом морфина добијеног из мака. Низ популарних психостимуланаса је биљног порекла, као кофеин из кафе, чаја и чоколаде, и никотин из дувана. Већина алкохолних пића је базирана на ферментацији угљеним хидратима-богатих биљних продуката као што су јечам (пиво), пиринач (саке) и грожђе (вино). Амерички домороци су користили разне биљке за третирање болести хиљадама година. Њихово познавање биљног света су записали ентноботаничари, а затим су га користиле фармацеутске компаније као једну од почетних тачака у отркивању лекова.
Биљке имају способности синтетисања боја и пигмената као што су антоцијанини, који су одговорни за црвену боју црвеног вина, жуту боју корова Reseda luteola и плаву боју биљке Isatis tinctoria, које се заједно користе да се формира Линколн зелена боја, индоксил, извор су плаве боје индига која се традиционално користи за бојење тексас тканине, и уметничких пигмената гумигут и rose madder. Шећер, скроб, памук, постељина, конопља, неки типови канапа, дрво и шперплоча, папирус и папир, биљна уља, воскови, и природна гума су примери комерцијално важних материјала направљених од биљних влакана или њихових секундарних продуката. Угљен, облик чистог угљеника који се формира пиролизом дрвета, има дугу историју као гориво за топљење метала, као материјал за филтрирање и адсорбент и као материјал за уметнике и један је од три састојка барута. Целулоза, најизобилнији органски полимер на свету, се може конвертовати у енергију, горива, материјале и хемијске сировине. Продукти направљени од целулозе обухватају вискозна влакна и целофан, тапете, биобутанол и бездимни барут. Шећерна трска, уљана репица и соја су неке од биљки са шећерима који се лако ферментишу или високим садржајем уља које се користи као извор у производњи биогорива, важне алтернативе фосилних горива, као што је биодизел. Биљку Hierochloe odorata су користили амерички домороци за одбрану од комараца. Америчко хемијско друштво је утврдило да су за способност одбијања инсеката одговорни молекули фитол и кумарин.

## Методеистраживања у ботаници
Ботаника се користи како посматрањем, тако и компаративним, историјским и експерименталним методама. Неке од ових метода су: сакупљање и похрањивање биљног материјала у хербаријуме, посматрање у природним и вештачким условима, експеримент у природи и ботаничкој лабораторији, математичка обрада добијених података.

## Ботаничке дисциплине
- морфологија и анатомија биљака
- систематика биљака
- биљна цитологија
- биљна генетика
- физиологија биљака
- фитоекологија (екологија биљака)
- фитогеографија (биљна географија)
- палеоботаника
- палинологија

## Познати ботаничари
- Карл фон Лине
- Јосиф Панчић
- Недељко Кошанин
- Милорад Јанковић